# Kevin Johnson (cestista 1984)
Kevin Johnson (Oakland, 4 giugno 1984) è un cestista statunitense.